# Italie aux Jeux olympiques d'hiver de 1960
Cet article contient des informations sur la participation et les résultats de l'Italie aux Jeux olympiques d'hiver de 1960 à Squaw Valley aux États-Unis. L'Italie était représentée par 28 athlètes. 
La délégation italienne a récolté une médaille de bronze. Elle a terminé au 14e rang du classement des médailles.

## Médaille
| Médaille                            | Nom                     | Sport     | Compétition         |
| ----------------------------------- | ----------------------- | --------- | ------------------- |
| Médaille de bronze, Jeux olympiques | Giuliana Chenal-Minuzzo | Ski alpin | Slalom géant femmes |